# Elodes holgeri
Elodes holgeri es una especie de coleóptero de la familia Scirtidae.

## Distribución geográfica
Habita en Grecia.